# リネスクス科

リネスクス科（Rhinesuchidae）は、約2億6,580万- 約2億4,970万年前（古生代ペルム紀後期- 中生代三畳紀初期）のゴンドワナ大陸（現在のアフリカや南アメリカを含む。画像資料）に生息していた原始的両生類の一群。迷歯亜綱- 分椎目に分類される。化石は南アフリカ共和国を中心に、南アメリカからも発見されている。
進化上、より原始的なエリオプス上科と、カピトサウルス上科のような進化した三畳紀の全椎類との中間に位置していると思われる、過渡期的形質を示す。
リネスクス属、もしくはラッコケファルス属の出現に始まる本科には、巨大なウラノケントロドン属がある。そして、ブローミステガ属の絶滅をもって終わったとされている。以上の4属で構成される科であるが、他の2属を加え、6属とする異説もある。

## 特徴
脊椎は糸巻き状の簡略化した全椎型で、このタイプの脊椎を持つ最も古いグループである。
肢帯は頑丈だが、四肢は骨化程度が低く、それほど強くない。すなわち、陸上を歩行するにはあまり適さず、半水生、もしくは、完全な水生であったと考えられる。
頭部は扁平で、丸みを帯びた三角形。眼窩は小さく、頭蓋骨の後部にあり、上方に向いていた。
|  |  |